# Anthrenoides nordestinus
Anthrenoides nordestinus är en biart som beskrevs av Urban 2006. Anthrenoides nordestinus ingår i släktet Anthrenoides och familjen grävbin. Inga underarter finns listade i Catalogue of Life.